# Birkhäuser Verlag
A Birkhäuser Verlag, sediada na Basileia, é uma renomada editora, a maior de publicações científicas da Suíça. A companhia publica livros nas áreas de ciências e arquitetura
O fundador, Emil Birkhäuser (1850 - 1930), nascido na Turíngia, foi um jovem tipógrafo que foi para a Suíça. Em Basel em 1879, ele fundou uma pequena companhia de impressão, que posteriormente se tornou uma casa editorial.
No começo, a Birkhäuser produzia principalmente literatura regional e posteriormente jornais, monografias, livros textos, e assim por diante. Na década de 1940, sua produção científica foi expandida, ganhando renome mundial. Através da criação de uma filial estrangeira em Boston em  1979, expandiu sua influência no mercado americano, em especial pela crescente literatura técnica nos campos matemática e física teórica.
A casa editorial possuiu duas áreas de publicação: a primeira para publicação no setor científico, e a segunda para arquitetura e design. A Birkhäuser Verlag é membro do grupo editorial Springer Science+Business Media. 